# Ligne de tramway 621/2
La ligne 621/2 est une ancienne ligne de tramway du Groupe d'Hasselt de la Société nationale des chemins de fer vicinaux (SNCV) qui a fonctionné entre le 20 octobre 1941 et le 25 avril 1954.

## Histoire
La ligne est mise en service le 20 octobre 1941 entre Zonhoven et Houthalen (nouvelle section, capital 88). Cette exploitation est cependant de courte durée car le 1er février 1944 la voie est électrifiée et la ligne est remplacée par un prolongement de la ligne 2 Hasselt - Zonhoven.
Elle ré-apparait le 1er décembre 1946 pour circuler sur une nouvelle section entre Houthalen et Zolder(nouvelle section, capital 88). Elle est prolongée par deux fois, le 15 septembre 1947 vers Heusden (nouvelle section, capital 88) puis le 3 octobre 1948 jusqu'au charbonnage de Beringen (nouvelle section Heusden - Koersel Village, capital 88).
Au cours de l'année 1952, la ligne se voit limitée une première fois d'Houthalen à Zolder le 27 juin 1952 puis le 19 août 1952 à Heusden Cité suite à l'electrification de ces sections reprises par la ligne électrique 2,.
Elle est supprimée le 25 avril 1954 et est probablement remplacée dès cette date par une ligne d'autobus (tableau 621). Les voies entre Heusden Cité et le charbonnage de Beringen restent utilisées pour le fret jusqu'à leur fermeture à tout trafic le 21 octobre 1954,.

## Exploitation

### Horaires
Tableaux horaires :
- 621 en 1950, numéro partagé avec la ligne électrique 2 Hasselt Station - Houthalen[4].